# Großsteingrab Bad Freienwalde
Das Großsteingrab Bad Freienwalde war eine megalithische Grabanlage der jungsteinzeitlichen Trichterbecherkultur bei Bad Freienwalde (Oder) im Landkreis Märkisch-Oderland (Brandenburg). Es wurde im 18. oder 19. Jahrhundert zerstört.

## Lage
Die Lage des Grabes wird von Johann Christoph Bekmann beschrieben als „Bei Freienwalde an der rechten seite des hohlen weges […], da man den verlohrenen Fließ hinauffähret.“

## Beschreibung
Die Anlage hatte nach Bekmann die Gestalt eines „Backofens“. Sie besaß drei Wandsteine und einen Deckstein. Eine Seite war offen. Eberhard Kirsch ordnet sie aufgrund dieser Angaben nur allgemein als Großsteingrab ein, Hans-Jürgen Beier hingegen als vermutlichen Urdolmen.